# Quân khu 6, Quân đội nhân dân Việt Nam
Quân khu 6 (viết tắt là T6) từng là một tổ chức hành chính quân sự theo vùng lãnh thổ, Quân khu 6 có vị trí chiến lược quan trọng về chính trị, kinh tế, quốc phòng, an ninh ở cực Nam Trung Bộ trong hai cuộc Kháng chiến chống thực dân Pháp và đế quốc Mỹ. Thành lập 1961, trên cơ sở các tỉnh thuộc phía nam Quân khu 5 với tên gọi T6, do Bộ tư lệnh Miền (B2) trực tiếp chỉ đạo, gồm 7 tỉnh: Khánh Hoà, Ninh Thuận, Bình Thuận, Tuyên Đức, Lâm Đồng, Đắc Lắc và Quảng Đức (tỉnh do chính quyền Sài Gòn thành lập 1959, gồm 3 huyện của Đắk Nông ngày nay). Địa bàn Quân Khu 6 thay đổi nhiều: cuối năm 1961, tách Lâm Đồng, Quảng Đức để cùng Phước Long (tách từ Quân khu 7) thành lập Khu 10 (còn gọi là Quân khu 10 hay T10), do Bộ tư lệnh Miền (B2) trực tiếp chỉ đạo. Tháng 10 năm 1963, Quân khu 6 có thêm các tỉnh quân Khu 10 (do Quân Khu 10 giải thể) và tách các tỉnh Khánh Hoà, Đắc Lắc về Quân khu 5.
Năm 1966, tách các tỉnh Quảng Đức, Phước Long để cùng Bình Long (tách từ Quân khu 7) tái lập Quân Khu 10. Từ 1967-1969, có thêm tỉnh Bắc Bình (do chính quyền Sài Gòn thành lập) gồm 3 huyện (Phan Lý, Hoà Đa và Tuy Phong); 1969, Bắc Bình sáp nhập vào Bình Thuận và Bình Tuy (do chính quyền Cách Mạng thành lập năm 1969) gồm 3 huyện (Hàm Tân, Hoài Đức và Tánh Linh). 1972-1975, Quân Khu 6 gồm các tỉnh: Bình Thuận, Ninh Thuận, Bình Tuy, Tuyên Đức, Lâm Đồng, Quảng Đức (Quân Khu 10 giải thể lần 2 năm 1971, Quảng Đức giải thể và sát nhập vào Lâm Đồng, Đắc Lắc, Phước Long; 1974, Quảng Đức được tái lập, thuộc Quân Khu 6). 
Tháng 5 năm 1976, Trung ương Đảng và Chính phủ quyết định sáp nhập Quân khu 6 vào Quân khu 5.